# Raya Ravell
Raya Ravell, egentligt namn Maila Raija Avellan, född Valtonen, född 27 mars 1918 i Kotka, Finland, död 23 februari 1997 i Stockholm, var en sverigefinsk sångerska (sopran).
Ravell var medlem i sångtrion Harmony Sisters tillsammans med sina två äldre systrar, Vera Enroth och Maire Ojonen. Efter att trion upplöstes 1956 inledde hon en solokarriär där hennes största skivframgång var ledmotivet ur filmen Rififi. Hon spelade in som Raija Valtonen, Raya Avellan, och Raya Ravell. I Sverige låg hon på skivbolagen Cupol, Oktav och Barben records.
Hon anställdes i början av 1960-talet, som musikproducent och arbetsledare i musikarkivet hos Radio Nord, där hon assisterades av bland andra Ebbe Jularbo. Raya Ravell hade huvudansvaret för det musikurval som mest av allt ledde till radiostationens stora framgång hos publiken.

## Diskografi i urval
- Det är premiär (Fascination), med Thore Swaneruds ensemble
- En afton vid Mjörn, med Nonne Hall och Jerry Högstedts orkester
- Lilla vackra Anna, med Jens Book Jensen och Johnnys orkester
- Baby doll, med Gösta Theselius orkester
- En liten vårsång med Jerry Högstedts orkester
- Kära, var ej ond på mej med Jerry Högstedts orkester

## Filmografi
- 1961 - Låten från båten
- 1949 – Kvinnan som försvann - sopran i Harmony Sisters

### Fotnoter
1. 1 2 3 4 5  Matti Klinge (red.), Kansallisbiografia, Finska litteratursällskapet och Finska historiska samfundet, Finlands nationalbiografi-ID: 1044, läst: 8 mars 2020.[källa från Wikidata]
2. ↑  Johan Lindberg (16 juli 2011). ”Harmony Sisters” (på svenska). Uppslagsverket Finland. https://uppslagsverket.fi/sv/view-103684-HarmonySisters. Läst 15 juli 2019.
3. ↑  https://www.discogs.com/artist/1415643-Raija-Valtonen
4. 1 2  https://www.discogs.com/artist/2428658-Raya-Avellan